# Revue politique et parlementaire
 (décembre 2014).
Si vous disposez d'ouvrages ou d'articles de référence ou si vous connaissez des sites web de qualité traitant du thème abordé ici, merci de compléter l'article en donnant les références utiles à sa vérifiabilité et en les liant à la section « Notes et références ».
La Revue politique et parlementaire est une revue française trimestrielle créée en 1894 par Marcel Fournier.

## Historique
Des acteurs politiques comme Jules Simon, Alexandre Ribot, Pierre Waldeck-Rousseau - qui fut l'un des premiers actionnaires - Léon Bourgeois, Raymond Poincaré, Paul Doumer, René Viviani, Paul Deschanel apportent leur contribution aux débuts de la revue.
Dans les années 1930, les conceptions de la guerre mécanisée du colonel de Gaulle, tout comme les vertus de l'étalon-or de l’économiste Jacques Rueff, y trouvent leur place. Tour à tour du côté du pouvoir et de l'opposition, la Revue politique et parlementaire, refuse de paraître pendant la période de l'occupation allemande.
Pendant la Quatrième République, Vincent Auriol, Guy Mollet, Edgar Faure, Édouard Bonnefous, Pierre Mendès France ou Paul Reynaud s’y expriment puis sous la Cinquième, Georges Pompidou, Valéry Giscard d'Estaing, François Mitterrand, Jacques Chirac, Nicolas Sarkozy, Philippe Séguin, Jacques Barrot, Lionel Jospin, Dominique Strauss-Kahn, Marie-George Buffet, Pierre Mauroy, Laurent Fabius, Martine Aubry, Noël Mamère, Dominique de Villepin, Pierre Lellouche, Jean-Louis Bourlanges, Pierre Moscovici, Arnaud Montebourg, François Hollande, Jean-Pierre Bel…
Les intellectuels ont aussi une place importante comme Raymond Aron, Bertrand de Jouvenel, Jean Rostand, Alain Touraine, Alain Finkielkraut, Dominique Wolton, Hélène Carrère d'Encausse, Didier Maus, Charles Zorgbibe, Christian de Boissieu, Antoine Sfeir, Jacques Soppelsa, Catherine de La Robertie, Thomas Guénolé, et bien d’autres encore.
Aujourd'hui, cette revue a pour principaux lecteurs ceux qui composent la « classe politique », c'est-à-dire les quelque 1 000 parlementaires français et européens, leurs assistants et collaborateurs mais aussi, les hauts fonctionnaires qui travaillent dans toutes les institutions qu'elles soient françaises, européennes ou mondiales. Elle est également lue par les décideurs des plus hautes organisations internationales ainsi que par un public d’universitaires et de chercheurs.
En 2015, l'équipe est constituée de Vincent Dupy (directeur de la publication) et Florence Delivertoux (secrétaire générale de rédaction).
En février 2019, Arnaud Benedetti succède à Mario Guastoni après 49 ans à la tête de la rédaction[source insuffisante].